# بيروت: الفلم الرئيسية الأخيرة (فلم)
بيروت: الفيلم الرئيسية الأخيرة  (بالإنجليزية: Beirut: The Last Home Movie) هو فيلم وثائقي تم إنتاجه في الولايات المتحدة وصدر في سنة 1987.

## روابط خارجية
- مقالات تستعمل روابط فنية بلا صلة مع ويكي بيانات